# Simone Perrotta
Simone Perrotta, född 17 september 1977 i Ashton-under-Lyne i Greater Manchester i England, är en italiensk före detta fotbollsspelare, mittfältare, som senast spelade för AS Roma i Serie A. Han var uttagen till Italiens landslag som vann Världsmästerskapet i fotboll 2006. 
Perrotta bodde i England tills han var sex år. Sedan flyttade han med sina föräldrar Francesco och Anna Maria tillbaka till Italien. Perrotta debuterade i Serie B med Reggina Calcio 1995. 1998 köptes han av Juventus med spelare som Zidane och Deschamps som konkurrenter på mittfältet fick han bara 5 matcher. Han lånades ut till AS Bari där han stannade i två säsonger. Säsongen 2001/2002 hämtades Perrotta upp av AC Chievo Verona där han blev ordinarie på mittfältet. Roma köpte honom 2004 och Perrotta var en av deras bästa spelare som togs ut till VM-truppen. I VM startade Perrotta i Italiens alla sju matcher från gruppspel till final.